# Trezene
Trezene (in greco antico: Τροιζήν?) era un'antica città greca dell'Argolide orientale.

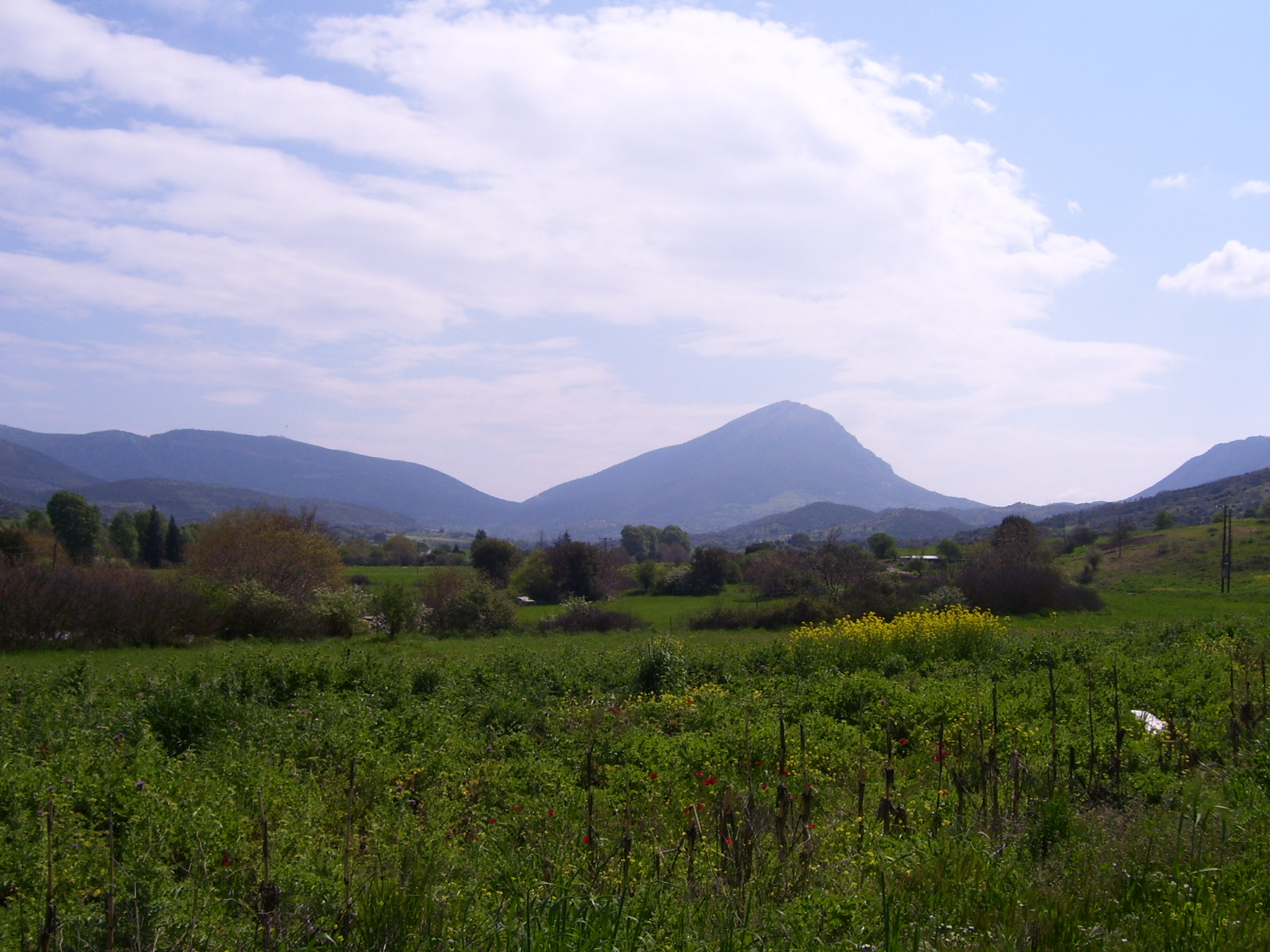
Il monte Ortolito

Fu il punto di transito tra le popolazioni doriche e quelle attiche.

## Mitologia
Secondo la leggenda la città fu dapprima chiamata Orea, dal nome di re Oro, e in seguito Altepia, dal nome di re Altepio, figlio di Poseidone e di Leda, figlia di Oro. Poseidone ed Atena si disputarono il suo possesso. Tramite l'intervento di Zeus si rappacificarono e ottennero entrambi la tutela sulla città (sulle monete antiche appaiono simbolicamente un tridente e una testa di Atena). Ad Altepio successe Sarone, che costruì un tempio dedicato ad Artemide vicino al mare in una pianura paludosa chiamata Psifea. Dopo la sua morte la città mutò nome in Saronia. Altri re di Trezene furono Ipere e Anta, fratelli che fondarono rispettivamente Iperea e Antea. Ezio, figlio di Ipere, ereditò il regno del padre e dello zio fondando Poseidoniada. Durante il suo regno, Trezene e Pitteo, figli di Pelope, si stabilirono nella regione e divisero il potere con Ezio. In seguito eliminarono l'antica dinastia e fondarono quella dei Pelopidi. Dopo la morte del fratello, Pitteo unificò le città preesistenti Iperea a Antea dandole il nome di Trezene. Da due figli di Trezene presero nome due demi dell'Attica: Anaflisto e Esfeto.
Etra, figlia di Pitteo, dormì la stessa notte con Egeo e Poseidone concependo Teseo. Egeo lasciò i suoi sandali e la spada sotto una roccia dicendo che quando il figlio fosse divenuto grande abbastanza da muovere la roccia, avrebbe dovuto restituirglieli portandoli ad Atene. Cosa che Teseo, una volta cresciuto, fece.
Trezene è anche il luogo dove si svolge il mito di Ippolito, figlio di Teseo, descritto da Euripide nella omonima tragedia: per sfuggire alle attenzioni morbose di Fedra, sua matrigna, Ippolito abbandona la città guidando un carro, ma viene ucciso da un toro sorto dal mare.
Alla sua memoria le ragazze dedicavano una ciocca di capelli prima del matrimonio.
Lo stesso soggetto è stato ripreso da Seneca e Racine.
Vi fiorirono in particolare i culti di Poseidone, Artemide, Atena e vi è ambientata la vicenda di Aussesia e Damia, raccontata da Pausania il Periegeta.
Anticamente esisteva anche una sorgente che si diceva scaturita dopo un calcio di Pegaso.
Secondo il mito uno dei suoi re, Sarone, morì annegato inseguendo una cerva nel mare che da lui prese nome Golfo Saronico.

## Storia
Circa all'inizio del I millennio a.C. fu occupata dai Dori, mantenendo tuttavia la sua indipendenza.
Fu patria dei poeti arcaici Augia e Orebanzio.
Nel 720 a.C. partecipò assieme ad alcuni coloni Achei alla fondazione di Sibari in Magna Grecia.
Nella seconda parte del VI secolo a.C. entrò a far parte della Lega peloponnesiaca, diventando alleata fedele di Sparta.
Prima della battaglia di Salamina (480 a.C.), le donne e bambini ateniesi furono evacuati a Trezene su istruzione di Temistocle.
Fu attaccata da Atene durante la guerra del Peloponneso (431-404 a.C.).
Aderì alla Lega achea nel 243 a.C., nella quale rimase fino alla conquista romana (146 a.C.).
Fu distrutta dalle invasioni slave.
Nel Medioevo presso le sue rovine fu costruita una cittadina col nome di Damala (Δαμαλᾶ), sede di una baronia del Principato di Acaia.
Nel 1827 durante la guerra d'indipendenza greca si svolse la terza Assemblea Nazionale nella quale Giovanni Capodistria fu eletto capo di Stato.
Nel 1929 riacquisì il nome antico.

## Archeologia
Grazie agli scavi condotti all'inizio del XX secolo conosciamo oggi alcuni dei suoi antichi monumenti, tra cui un tempio in antis che risale al VI secolo a.C. e, fuori dalle mura, un tempio dedicato ad Ippolito, l'eroe venerato nella città.
A Trezene nel 1960 venne ritrovata, durante degli scavi, una stele su cui un'iscrizione riportava un decreto relativo alla evacuazione della città di Atene all'approssimarsi della invasione persiana del 480 a.C.

## Oggi
Trezene è oggi il nome di un comune che pur appartenendo geograficamente all'Argolide, è sottomesso alla prefettura del Pireo. La sede degli uffici comunali è a Galatas, un minuscolo centro sulla terraferma separato dall'isola di Poros da uno stretto braccio di mare di 50 m.